# Apalachicola
Apalachicola. Pleme ameriških Indijancev jezikovne skupine Muskogean, naseljeno do tridesetih let 19. stoletja na območju reke Apalachicola v Georgiji, pa tudi v sosednjih predelih Alabame in Floride. Jezikovno so sorodni plemenom Hitchiti, Okmulgee, Oconee, Sawokli, Mikasuki, Tamathli in Chiaha.

## Ime
Apalachicola. Iz Hitchiti "Apalachicoli" ali Muskogee "Apalachicolo" pomeni "Ljudje z druge strani", kar se verjetno nanaša na reko Apalachicola ali kakšen sosednji vodotok. Imenovali so jih tudi Tålwa låko (ali) Itålwa låko, "veliko mesto", ime, ki so ga dali Indijanci Creek (Muskogee). Ime Palachicola ali Parachukla je skrajšano iz Apalachicola.

## Kultura in zgodovina
Po Lamhattyju, informantu iz plemena Tawasa, ki je (1722) poročal Robertu Beverleyju, so imeli Apalachicole tri ali štiri naselja, in sicer: Aulédley, Ephíppick, Sonepáh in morda Socsoóky (Socsósky). Leta 1832 se omenjata dve njihovi skupini pod sinonimoma Apalachicola in Tålwa låko. Leta 1836 so ostanki Apalachicol odšli v Oklahomo, kjer so jih absorbirali Indijanci Creek. Po izračunih in NAHDB-ju je imelo leta 1700 Apalachicole le 500 duš, njihovo število nikoli ni bilo višje. Španci so jih leta 1738 popisali le 315, leta 1832 pa 250.
Apalachicole kulturno pripadajo jugovzhodnim poljedelskim plemenom. Bili so zavezniki Špancev in Muskogeejev ter sovražniki Britancev in drugih plemen.

## Apalachicola danes
Na območju današnje zvezne države Florida živi danes le ena skupina teh Indijancev, znana pod uradnim imenom "Apalachicola Band of Creek Indians".